# Angelo Quaglio
Angelo Quaglio (13. prosince 1829 – 5. ledna 1890) byl německý výtvarník italského původu, architekt interiérů, scénograf a designér kulis .

## Život
Pocházel z města Laino, kde byli výtvarníky četní příslušníci jeho rodiny. Nejprve se učil kreslit a malovat u svého otce, malíře Simona Quaglia, pak pokračoval studiem u Franze Adama a dále u Carla Gropia na Akademii v Berlíně. V letech 1855-1857 Podnikl studijní cestu do Paříže a dalších zemí Evropy.
v jeho práci pokračoval syn.

## Dílo
Pracoval převážně v Mnichově jako scénograf a provádějící výtvarník dekorací v bavorském Dvorním divadle, zpočátku za spolupráce otce. Později pracoval také pro divadla v Drážďanech, Frankfurtu nad Mohanem, Ludwigsburgu a Hannoveru. 
- Na žádost bavorského krále Ludvíka II. navrhoval kulisy k operám  Richardu Wagnerovi a pro další představení.

Kromě designu kulis navrhl se synem četné technické inovace.
- Navrhl vnitřní zařízení královského zámku Herrenchiemsee a ložnice krále Ludvíka.
- Roku 1885 přijel do Čech, do Karlových Varů a podal karlovarské městské radě žádost o povolení postavit na kolonádě v Sadové ulici dioráma s maketou staroegyptského chrámu.[1]
- Maloval krajiny a jeho obrazy kupoval francouzský sběratel umění Sulpiz Boisserée.